# Reserva natural integral de los Roques de Salmor
La reserva natural integral de los Roques de Salmor es un espacio natural protegido de la isla de El Hierro.
Situado entre los municipios de Frontera y Valverde, este espacio de 3,5 hectáreas está constituido por dos pequeños roques, el Roque Grande, de 100 metros de altura y el Roque Chico, de paredes escarpadas y plataforma en la cúspide, y por varias bajas marinas, donde nidifican especies en peligro de extinción, como el petrel de Bulwer (Bulweria bulwerii) o el paiño común (Hydrobates pelagicus). Desde 2014 tiene la protección adicional de zona de especial protección para las aves (ZEPA).
En el pasado estos dos roques estaban habitados por la subespecie simonyi de los lagartos gigantes de El Hierro, que desaparecieron porque eran pocos y fueron expoliados. En la actualidad, desde 2014, están siendo reintroducidos ejemplares de la subespecie machadoi criados en el centro de recuperación del Valle de El Golfo.